# Wycliff Palu
Wycliff Palu (nacido en Sídney el 27 de julio de 1982) es un jugador de rugby australiano de ascendencia tongana. Juega para los New South Wales Waratahs en la competición internacional del Super Rugby. 

## Carrera

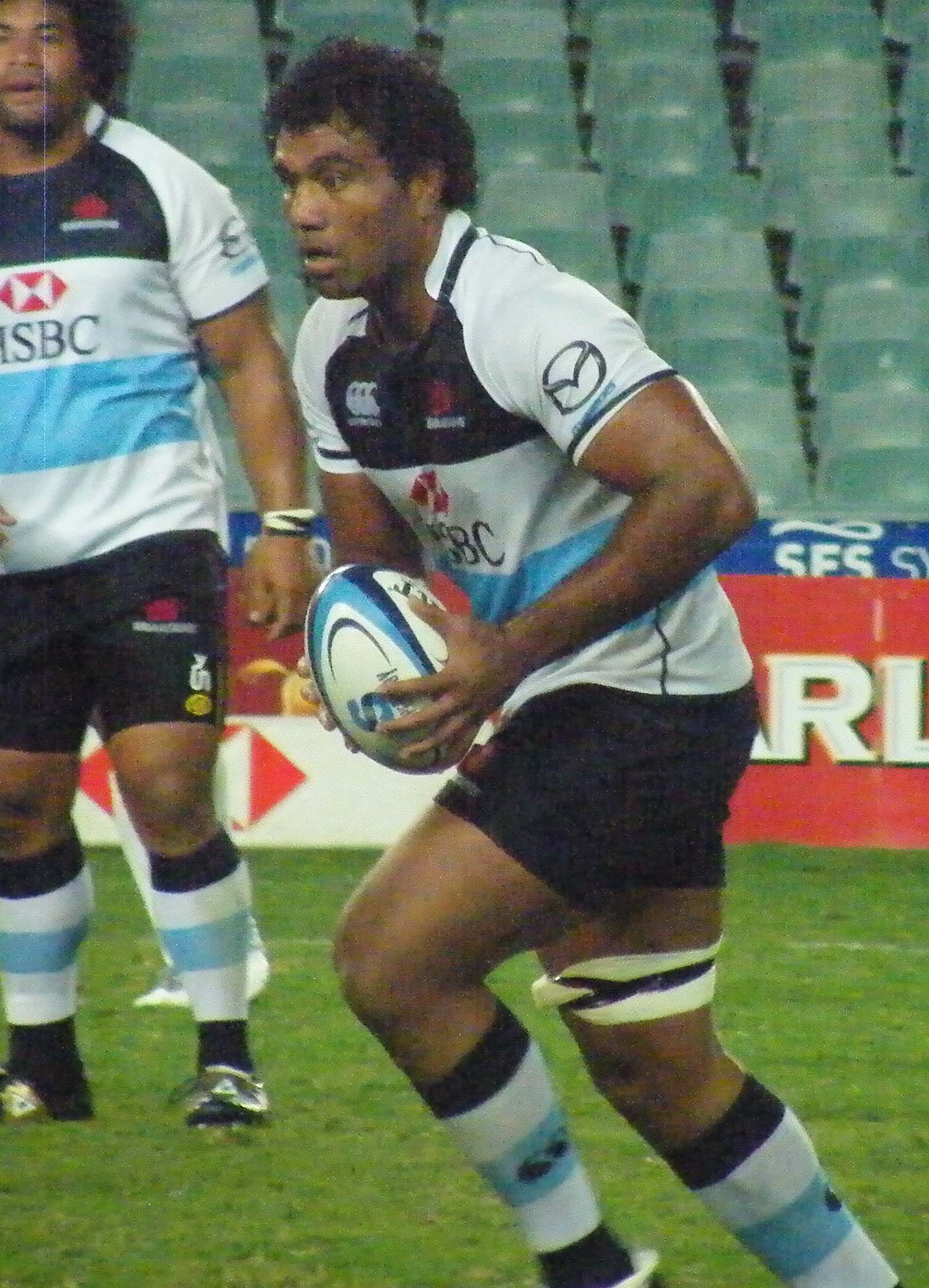
Palu en 2011

Palu debutó provincialmente en un partido contra un equipo samoano en 2003. Jugó para los New South Wales Waratahs en su primer partido de la pretemporada de 2005, contra los Crusaders, en el que fue reconocido como "hombre del partido". Debutó en el Super 12 en la semana primera de la Super 12 2005 contra los Chiefs. En la sexta semana resultó lesionado y se perdió el resto de la temporada.
Palu tuvo una lesión de hombro a mediados de la temporada Super 14 2006 Super 14, cuando salió del banquillo en una semifinal contra los Hurricanes. Palu fue entonces incluido en el equipo Wallabie a mediados de 2006.
Palu fue escogido como número 8 para el partido que inauguró el Torneo de las Tres Naciones 2009 contra Selección de rugby de Nueva Zelanda el 18 de julio de 2009, después de recuperarse de una lesión de mano que lo forzó a perderse todos los partidos de Australia anteriores en ese año.
Palu sufrió una lesión del ligamento de la rodilla contra los Crusaders en abril de 2010, luego una herida en el tendón a principios de 2011. Pasó once meses recuperándose, y se esperaba que volviera con los Waratahs para la jornada 5 contra los Cheetahs el 18 de marzo de 2011.
En 2015 es seleccionado para formar parte de la selección australiana que participa en la Copa Mundial de Rugby de 2015.

## Controversias
A finales de 2009 vio una tarjeta amarilla en un partido contra Irlanda, por cargar contra el hombro de zaguero irlandés Rob Kearney. Sin embargo, se ha sugerido que Kearney de hecho cargó contra el hombro de Palu mientras este llevaba el oval.